# Тшебовнисько
Тшебовнисько (пол. Trzebownisko, укр. Требовисько) — село в Польщі, у гміні Тшебовнисько Ряшівського повіту Підкарпатського воєводства.
Населення — 3301 особа (2011).
У 1975-1998 роках село належало до Ряшівського воєводства.

## Демографія
Демографічна структура станом на 31 березня 2011 року:
|          | Загалом | Допрацездатний вік | Працездатний вік | Постпрацездатний вік |
| -------- | ------- | ------------------ | ---------------- | -------------------- |
| Чоловіки | 1596    | 323                | 1125             | 148                  |
| Жінки    | 1705    | 348                | 1064             | 293                  |
| Разом    | 3301    | 671                | 2189             | 441                  |